# Antroscelio lucifugax
Antroscelio lucifugax är en stekelart som beskrevs av Jean-Jacques Kieffer 1913. Antroscelio lucifugax ingår i släktet Antroscelio och familjen Scelionidae. Inga underarter finns listade i Catalogue of Life.